# Percy Williams
Percy Alfred Williams (ur. 19 maja 1908 w Vancouver, zm. 29 listopada 1982 tamże) – kanadyjski lekkoatleta sprinter, dwukrotny mistrz olimpijski.

## Przebieg kariery

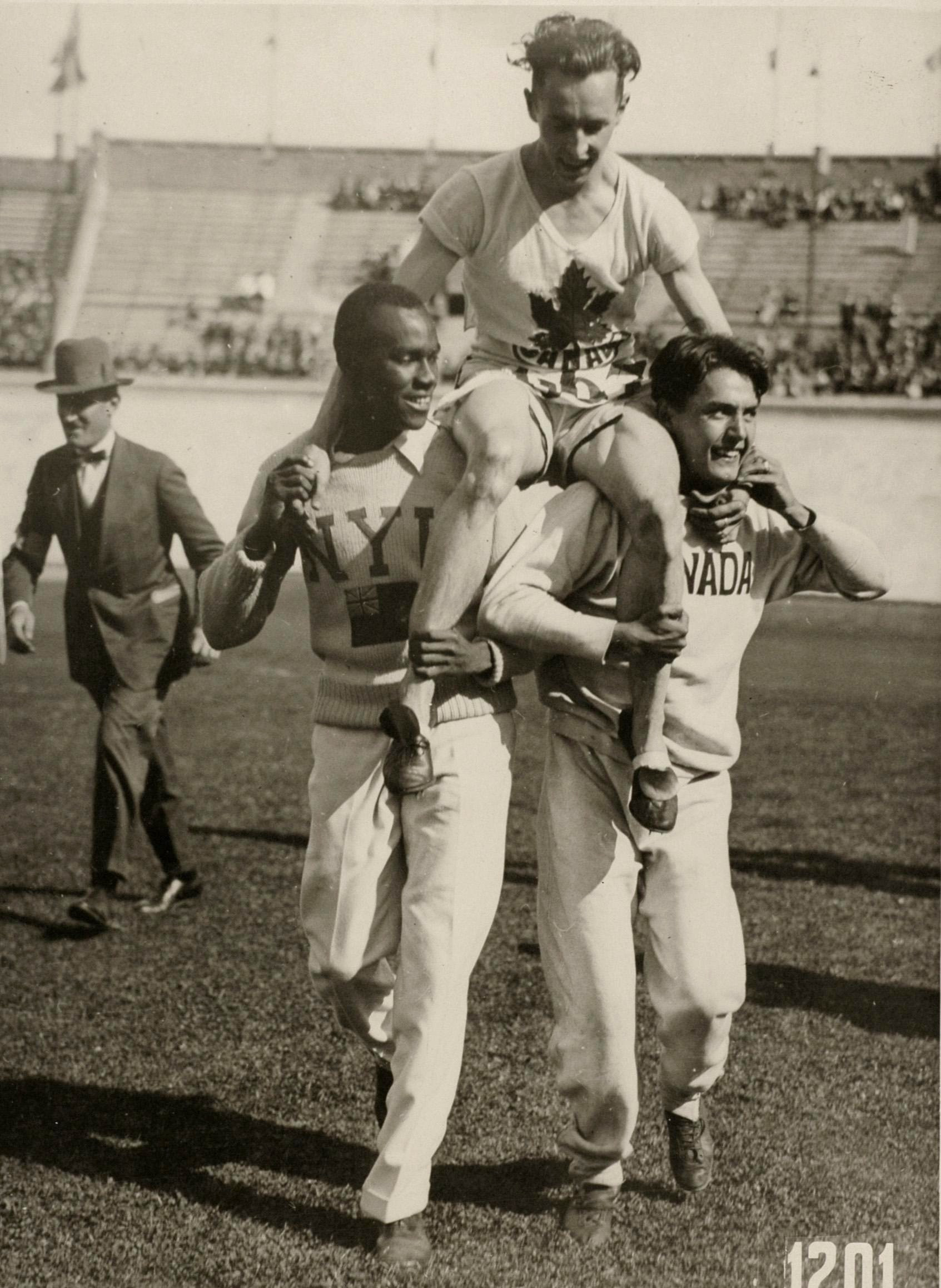
Percy Williams po zwycięskim biegu na 100 m na olimpiadzie w 1928 roku

Niespodziewanie wygrał kanadyjskie eliminacje przed igrzyskami olimpijskimi w 1928 w Amsterdamie. Na igrzyskach łatwo awansował do finału biegu na 100 metrów, który wygrał dzięki dobremu startowi. Powtórzył ten sukces w biegu na 200 metrów. Kanadyjska sztafeta 4 × 100 metrów z Williamsem na ostatniej zmianie unie ukończyła biegu finałowego.
Williams zwyciężył w biegu na 100 jardów podczas igrzysk Imperium Brytyjskiego w 1930. Na zaproszenie działaczy ze Stanów Zjednoczonych Williams wziął udział w serii zawodów halowych, wygrywając 19 z 21.
9 sierpnia 1930 w Toronto ustanowił rekord świata w biegu na 100 metrów czasem 10,3 s. 
Kontuzja mięśnia uda spowodowała przerwę w startach Williamsa, który później już nie odzyskał dawnej formy. Startował na igrzyskach olimpijskich w 1932 w Los Angeles, ale odpadł w półfinale biegu na 100 metrów, a w sztafecie 4 × 100 metrów zajął wraz z kolegami 4. miejsce. Wkrótce potem zakończył wyczynowe uprawianie sportu.
Był mistrzem Kanady w biegu na 100 metrów w 1928 i 1930 oraz w biegu na metrów w 1928.
Oprócz rekordu w biegu na 100 metrów był również rekordzistą Kanady w sztafecie 4 × 100 metrów z czasem 41,3 s uzyskanym podczas igrzysk olimpijskich w Los Angeles.
Pracował później jako agent ubezpieczeniowy. W 1979 został Oficerem Orderu Kanady. Mieszkał z matką do jej śmierci w 1977. Cierpiący z powodu zapalenia stawów, popełnił samobójstwo w 1982.

## Rekordy życiowe
źródło:
- 100 y – 9,6 s. (3-krotnie: 1929, 1930, 1932)
- 100 m – 10,3 s. (1930)
- 200 m – 21,7 s. (1929)